# 1947 en musique classique
| \| • Retour à la chronologie générale de la musique classique • \| |
| Grèce • Rome • Haut Moyen Âge • VIIIe siècle • IXe siècle • Xe siècle • XIe siècle XIIe siècle • XIIIe siècle • XIVe siècle • XVe siècle • XVIe siècle • XVIIe siècle XVIIIe siècle • XIXe siècle • XXe siècle • XXIe siècle |
| • Retour à la chronologie générale de la musique classique • |

| Années en musique classique : 1944 - 1945 - 1946 - 1947 - 1948 - 1949 - 1950    |
| Décennies en musique classique : 1910 - 1920 - 1930 - 1940 - 1950 - 1960 - 1970 |

## Événements

### Créations

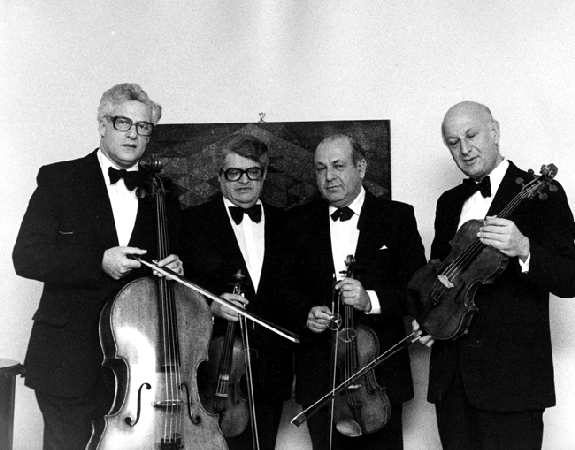
Quatuor Amadeus

- 4 janvier : la Sonate pour piano no 1 d'André Jolivet, créée par Yvette Grimaud.
- 11 janvier : la Symphonie no 2 de Roger Sessions, créée par Pierre Monteux dirigeant l'Orchestre symphonique de San Francisco.
- 27 janvier : le Concerto en ré  d'Igor Stravinsky, créé par l'Orchestre de chambre de Bâle sous la direction de Paul Sacher.
- janvier : les Chants de Noël polonais de Witold Lutosławski, créés à Cracovie par Aniela Szemlinska et Jan Hoffman au piano.
- 15 février : le concerto pour violon de Erich Wolfgang Korngold, créé à Saint-Louis par Jascha Heifetz sous la direction de Vladimir Golschmann.
- 18 février : The Telephone, opéra-comique  de Gian Carlo Menotti, créé à New York.
- 21 février : la Symphonie no 4 d'Arthur Honegger, créée à Bâle.
- 3 juin : Les Mamelles de Tirésias, opéra-bouffe de Poulenc, créée à l'Opéra-Comique sous la direction d'Albert Wolff.
- 20 juin : Albert Herring, opéra-bouffe  de Benjamin Britten, créé au Festival de Glyndebourne.
- 6 août : La Mort de Danton, opéra  de Gottfried von Einem, créé à Salzbourg.
- 11 octobre : la Symphonie no 6 en mi bémol mineur de Prokofiev, par l'Orchestre philharmonique de Leningrad, sous la direction d'Ievgueni Mravinski.
- 30 octobre : la Symphonie no 3 « Te Deum »  op. 271 de Darius Milhaud, créée à Paris.
- 2 novembre : le Requiem de Maurice Duruflé, créé à la salle Gaveau dirigé par Roger Désormière.
- 3 novembre : la Symphonie no 5 Concertante « in eco » de Gian Francesco Malipiero, créée à Londres.
- 14 novembre : le Concerto pour violon de Roger Sessions, créé par Louis Krasner et l'Orchestre symphonique du Minnesota, dirigés par Dimitri Mitropoulos.

#### Date indéterminée
- Sergueï Prokofiev compose la Sonate pour violon seul.

### Autres
- 1er janvier : concert du nouvel an de l'orchestre philharmonique de Vienne au Musikverein, dirigé par Joseph Krips.
- 13 juillet : premier concert du quatuor Amadeus (sous le nom de quatuor Brainin).
- Publication de la première série du Corpus mensurabilis musicae par l'« American Institute of Musicology ».
- Fondation de l'Orchestre Symphonique du Kansai, aujourd'hui Orchestre philharmonique d'Osaka.

## Prix
- Victoria de los Ángeles obtient le 1er prix de chant du Concours international d'exécution musicale de Genève.
- Hanns Jelinek reçoit le Prix de la ville de Vienne de musique.
- La Symphonie no 3 de Charles Ives reçoit le Prix Pulitzer de musique.

## Naissances

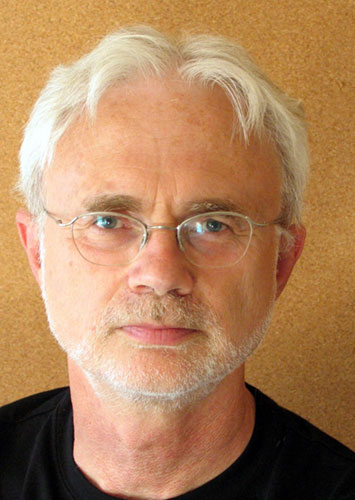
John Coolidge Adams

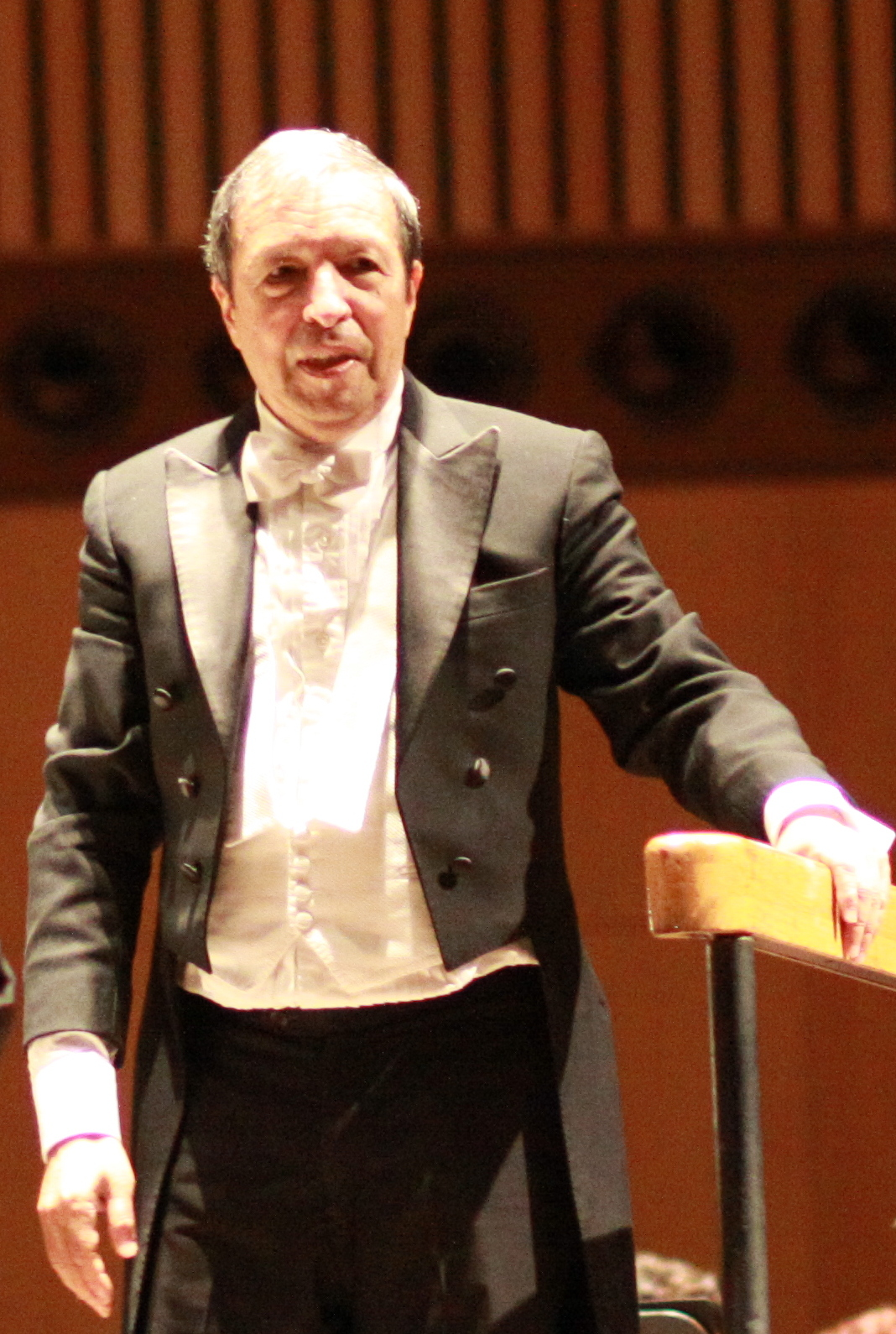
Murray Perahia

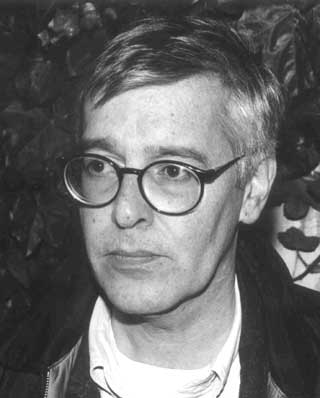
Renaud Gagneux

- 1er janvier : László Polgár, chanteur hongrois († 19 septembre 2010).
- 2 janvier : Vassili Lobanov, compositeur et pianiste russe.
- 11 janvier : Josep Colom, pianiste espagnol.
- 18 janvier : John O'Conor, pianiste et pédagogue irlandais.
- 20 janvier : Armand Angster, clarinettiste français.
- 23 janvier : Nikolaï Korndorf, compositeur et chef d'orchestre russo-canadien († 30 mai 2001).
- 24 janvier : Paul Schoenfield, compositeur américain († 29 avril 2024).
- 26 janvier : Gérard Condé, compositeur et critique musical français.
- 11 février : Edson Elias, pianiste classique brésilien († 16 mai 2008).
- 15 février : John Coolidge Adams, compositeur américain.
- 20 février : Carlo Domeniconi, guitariste et compositeur italien.
- 27 février : Gidon Kremer, violoniste letton.
- 4 mars : Pēteris Plakidis, compositeur letton († 8 août 2017).
- 11 mars :
  - Eugen Indjic, pianiste franco-américain († 28 février 2024).
  - Marc Monnet, compositeur français.
  - Tristan Murail, compositeur français.
- 12 mars : Konrad Hünteler, flûtiste allemand († 13 novembre 2020).
- 26 mars : Alain Raës, pianiste français († 22 juin 2023).
- 4 avril : Salvatore Sciarrino, compositeur et interprète italien.
- 10 avril : Jaap ter Linden, violoncelliste et chef d'orchestre néerlandais.
- 19 avril :
  - Murray Perahia, pianiste et chef d'orchestre américain.
  - Yan Pascal Tortelier, chef d'orchestre et violoniste français.
- 20 avril : Vassili Sinaïski, pianiste et chef d'orchestre russe.
- 7 mai : Emmanuel Krivine, chef d'orchestre français.
- 8 mai : Felicity Lott, soprano britannique.
- 13 mai : John Neschling, chef d'orchestre et compositeur brésilien.
- 15 mai : Renaud Gagneux, compositeur français.
- 29 mai : Franghiz Ali-Zadeh, compositrice et pianiste azérie.
- 3 juin : Jean-Louis Matthey, musicien, archiviste et bibliothécaire vaudois.
- 15 juin : Howard Crook, ténor américain († 27 août 2024).
- 18 juin : Georgs Pelēcis, musicologue letton.
- 22 juin : Frieder Bernius, chef d'orchestre et chef de chœur allemand.
- 12 juillet : György Orbán, compositeur hongrois.
- 20 juillet : 
  - Colette Alliot-Lugaz, soprano française.
  - Marcello Sorce Keller, ethnomusicologue et musicologue suisse.
- 24 juillet : Peter Serkin, pianiste américain († 1er février 2020).
- 26 juillet : Ada Gentile, pianiste, conférencière et compositrice italienne.
- 31 juillet : Heiichirō Ōyama, altiste et chef d'orchestre japonais.
- 11 août : Catherine Collard, pianiste française († 10 octobre 1993).
- 10 août : Susana Antón, compositrice argentine.
- 17 août : Jean-Marc Grob, chef d'orchestre vaudois.
- 19 août : Gerard Schwarz, chef d'orchestre et trompettiste américain.
- 21 août : Emil Tabakov, chef d'orchestre et compositeur bulgare.
- 23 août : Serge Dangain, clarinettiste classique français et pédagogue.
- 8 septembre : 
  - Valeri Afanassiev, pianiste et romancier russe.
  - Dallas Kern Holoman, musicologue et chef d'orchestre américain.
- 17 septembre : Luis Rossi, clarinettiste chilien classique de renommée internationale et un facteur de clarinettes
- 8 octobre : Bob van Asperen, claveciniste, organiste, chef d'orchestre néerlandais.
- 13 octobre : Robert D. Levin, musicologue et compositeur américain.
- 27 octobre : Philip Martin, pianiste et compositeur Irlandais.
- 31 octobre : Howard Skempton, compositeur, pianiste, accordéoniste et professeur de musique britannique.
- 5 novembre :
  - Didier Denis, compositeur français.
  - Valter Dešpalj, violoncelliste croate († 9 avril 2023).
  - Manana Doijachvili, pianiste géorgienne († 17 janvier 2023).
- 8 novembre : Tadaaki Otaka, chef d'orchestre nippon-britannique.
- 6 décembre : Homero Francesch, pianiste suisse né en Uruguay.
- 17 décembre : Zakhar Bron, professeur de violon russe.
- 19 décembre : Jean-Louis Florentz, compositeur français († 4 juillet 2004).

### Date indéterminée
- Nicole Hostettler, pianiste, organiste et claveciniste vaudoise.
- Harry van der Kamp, chanteur baryton-basse néerlandais.
- Loïc Mallié, organiste français[1].

## Décès

Marthe Chenal

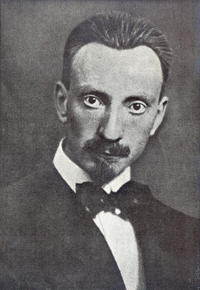
Luigi Russolo

- 2 janvier : Ellen Gulbranson, soprano suédoise (° 4 mars 1863).
- 25 janvier : Otto Findeisen, chef d'orchestre et compositeur allemand (° 23 décembre 1862).
- 28 janvier : Marthe Chenal, soprano d'opéra française (° 24 août 1881).
- 28 janvier : Reynaldo Hahn, chef d'orchestre, critique musical et compositeur français (° 9 août 1874).
- 4 février : Luigi Russolo, peintre et compositeur italien, père de la musique bruitiste (° 30 avril 1885).
- 14 février : Celestina Boninsegna, soprano italienne (° 26 février 1877).
- 21 février : Fannie Charles Dillon, compositrice et pianiste américaine (° 16 mars 1881).
- 2 mars : Eline Biarga, artiste lyrique suisse (° 19 octobre 1877).
- 3 mars : Filaret Kolessa, ethnographe, folkloriste, compositeur, musicologue ukrainien (° 17 juillet 1871).
- 5 mars : Alfredo Casella, compositeur italien (° 25 juillet 1883).
- 18 mars : Willem Pijper, compositeur néerlandais, critique musical et professeur (° 8 septembre 1894).
- 28 mars : Rudolph Simonsen, compositeur, historien de la musique et pédagogue danois (° 30 avril 1889).
- avril : Miguel Yuste Moreno, compositeur, clarinettiste et professeur de musique espagnol (° 20 juin 1870).
- 6 avril : Václav Kaprál, compositeur tchèque (° 26 mars 1889).
- 23 avril : Madeleine Dedieu-Peters, compositrice française (° 12 juillet 1889).
- 11 mai : Ture Rangström, compositeur, chef d'orchestre et journaliste suédois (° 30 novembre 1884).
- 30 mai : Kostia Konstantinoff, compositeur, pianiste et chef d’orchestre russe (° 15 juin 1903).
- 31 mai : Henri Casadesus, compositeur et chef d'orchestre français  (° 30 septembre 1879).
- 6 juin : Alphonse Martin, musicien, organiste, pianiste et professeur de musique québécois (° 18 février 1884).
- 12 juin : Jāzeps Mediņš, compositeur et chef d'orchestre letton (° 9 octobre 1877).
- 15 juin : Bronisław Huberman, violoniste polonais (° 19 décembre 1882).
- 6 juillet : Ulisse Matthey, organiste et compositeur italien (° 19 avril 1876).
- 13 juillet : Pēteris Barisons, compositeur et chef d'orchestre letton (° 18 avril 1904).
- 17 juillet : Camille Jacquemin, compositeur belge (° 7 décembre 1899).
- 24 juillet : Ernest Austin, compositeur anglais (° 31 décembre 1874).
- 25 juillet : Alexandre Dénéréaz, compositeur, organiste suisse (° 31 juillet 1875).
- 2 août : Ida Moberg, compositrice et chef d'orchestre finlandaise (° 13 février 1859).
- 11 septembre : Walter Galpin Alcock, organiste et compositeur anglais (° 29 décembre 1861).
- 6 octobre : Leevi Madetoja, compositeur finlandais (° 17 février 1887).
- 26 octobre : Auguste Périer, clarinettiste français (° 22 mars 1883).
- 30 octobre : Mathieu Crickboom, violoniste belge (° 2 mars 1871).
- 28 novembre : Georg Schnéevoigt, chef d'orchestre et violoncelliste finlandais (° 8 novembre 1872).
- 16 décembre : Cesare Sodero, chef d'orchestre italien (° 2 août 1886).